# Jan-Robert Eklind
Jan-Robert Eklind, född 4 november 1926 i Sankt Matteus församling i Stockholm, död 14 januari 2010 i Sankt Görans församling i Stockholm, var en svensk företagsledare. 
År 1953 blev han filosofie licentiat i matematisk statistik vid Stockholms högskola. Eklind började arbeta som lärare i matematik på Kungliga Tekniska högskolan (KTH) och var även där forskningsledare för en forskningsgrupp som gjorde konsultuppdrag åt bland annat Krigsmakten. År 1956 fick han en anställning på Mjölkcentralen ek. för. för att leda en nyinrättad avdelning som skulle hålla på med operationsanalys. Tio år senare blev Eklind utsedd till vice VD och 1969 till VD, en position han behöll när Arla ek. för. bildades på tidigt 1970-tal. År 1972 blev han invald i Kungliga Skogs- och Lantbruksakademien. Eklind beskrevs som en pionjär inom svensk mejerinäring under sina år som VD och 1984 avgick han och blev ersatt av vice VD:n Carl-Arne Samuelson.
Han gifte sig 1951 med Ulla Axelsson (1928–2005).